# 正丁
正丁，又名丁，亦称全丁、成丁。对国家有纳税和服役义务的成年人。
正丁是合于承担赋役之人，古代以年龄计的成年男女，年龄因时而异。起自西晋，分男女为正丁、次丁、老、小。西晋16岁到60岁为正丁，13岁到15岁、61岁到65岁为次丁，66岁以上为老，12岁以下为小。北魏施行均田制，规定男人年龄15岁到70岁为丁，晚期以满18岁为丁。北齐时改为18岁到65岁为丁。西魏、北周以18岁到64岁为丁。